# مسجد الشيخ إبراهيم الإبراهيم
مسجد إبراهيم بن عبد العزيز الإبراهيم أو مسجد كاراكاس مسجد في منطقة أل ريكريو في كاراكاس. هو أكبر مسجد في أمريكا اللاتينية بعد مركز الملك فهد الثقافي الإسلامي في بوينس آيرس.
بدأ بناء المسجد في 1989م من قبل الشيخ عبد العزيز بن إبراهيم الإبراهيم.

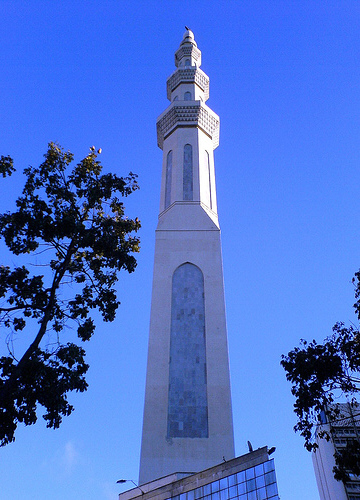
منارة المسجد

صمم هذا المسجد المهندس المعماري زهير فايز، ويحتل مساحة تقدر بـ 5000 م²، مئذنته بارتفاع 113 متراً والقبة بارتفاع 23 متراً. اكتمل بناء المسجد في 1993م. يتسع المسجد لـ (3,500) مصلٍ تقريبا. مئذنته ترتفع عالياً بين الكاثدرائية الكاثوليكية وكنيس كاراكاس، مئذنة مسجد كاراكاس هي المئذنة الأعلى في الأمريكتين.
«حلم قد تحقق لنا» قالها حسن مجذوب، رئيس المركز الإسلامي في فينزويلا، في السنة الرابعة للمشروع، تتوّج في مارس/آذار 1993 بافتتاح مركز كركاس الإسلامي.
السيد مجذوب صاحب دكان الذي هاجر من لبنان في 1968م، اعترف بأن المسلمين الـ (100,000) في فينزويلا فاقوا بسهولة في العدد المسلمين في الأرجنتين، وفي البرازيل وفي الولايات المتّحدة.